# ノーバディ・イズ・リスニング
『ノーバディ・イズ・リスニング』（Nobody Is Listening）は、2021年にリリースされたゼインの3枚目のスタジオ・アルバムである。

## 収録曲
1. カラミティ - Calamity
2. ベター - Better
3. アウトサイド　- Outside
4. ヴァイブス - Vibes
5. ホウェン・ラヴズ・アラウンド feat.シド - When Love's Around
6. コネクション - Connexion
7. スウェット　- Sweat
8. アンファックウィテーブル - Unfuckwitable
9. ウィンドウスィル feat. デブリン - Windowsill
10. タイトロープ - Tightrope
11. リバー・ロード - River Road